# Antonius Colenbrander
Antonius Theodorus Colenbrander (3 de mayo de 1889-24 de septiembre de 1929) fue un jinete neerlandés que compitió en la modalidad de concurso completo. Participó en dos Juegos Olímpicos de Verano en los años 1924 y 1928, obteniendo una medalla de oro en París 1924 en la prueba por equipos.

## Palmarés internacional
| Juegos Olímpicos | Juegos Olímpicos | Juegos Olímpicos | Juegos Olímpicos |
| Año              | Lugar            | Medalla          | Categoría        |
| ---------------- | ---------------- | ---------------- | ---------------- |
| 1924             | París (Francia)  | Medalla de oro   | Por equipos      |